# Scrittori greci e latini
Scrittori greci e latini è una collana editoriale della casa editrice Mondadori diretta da Piero Boitani, con vicedirettore Tristano Gargiulo. È curata dalla Fondazione Lorenzo Valla, dedicata già nel nome all'omonimo umanista del Rinascimento. 
Fu fondata nel 1974 da Pietro Citati, Santo Mazzarino, Carlo Gallavotti e dal grecista Francesco Sisti (1932-2021), condirettore della collezione dal 1974 al 2011. Il primo presidente, dal 1970 al 1974, fu il grecista Carlo Diano. Piero Boitani è direttore dal 2005.
L'autorevole raccolta, che affida i singoli volumi a esperti filologi e storici, comprende, con testi originali a fronte, opere dell'antichità classica e del medioevo, anche nella forma di antologie a tema.
Ogni volume è corredato di testo, traduzione italiana, bibliografia, vasti commenti e apparati critici, indici ed eventuali appendici di ulteriore chiarimento. Vengono pubblicati in media 4 volumi all'anno. Nel 2025 ha raggiunto i 188 volumi.

## Volumi pubblicati
- Sant'Agostino, Commento ai Salmi, a cura di Manlio Simonetti, 1988.
- Sant'Agostino, Confessioni, testo criticamente riveduto ed apparati scritturistici a cura di Manlio Simonetti, traduzione di Gioachino Chiarini, 1992-1997.
  - Vol. I: libri I-III, introduzione generale di Jacques Fontaine, bibliografia generale di José Guirau, commento di Marta Cristiani, Luigi F. Pizzolato, Paolo Siniscalco, 1992.
  - Vol. II: libri IV-VI, commento di Patrice Cambronne, Luigi F. Pizzolato, Paolo Siniscalco, 1993.
  - Vol. III: libri VII-IX, commento di Goulven Madec, Luigi F. Pizzolato, 1994.
  - Vol. IV: libri X-XI, commento di Marta Cristiani, Aimé Solignac, 1996.
  - Vol. V: libri XII-XIII, commento di Jean Pépin, Manlio Simonetti, indici di Francesco Stella, 1997.
- Sant'Agostino, L'istruzione cristiana, a cura di Manlio Simonetti, 1994.
- Sant'Agostino, Soliloqui, a cura di Manlio Simonetti, 2016.
- Alessandro nel medioevo occidentale, a cura di Piero Boitani, Corrado Bologna, Adele Cipolla, Mariantonia Liborio, introduzione di Peter Dronke, 1997.
- Anonimo, Le cose della guerra, a cura di Andrea Giardina, 1989.
- Anonimo, Origine del popolo romano, a cura di Giovanni D'Anna, 1992.
- Anonimo, Storia di Apollonio re di Tiro, a cura di Giulio Vannini, 2018.
- Anonimo, Sul sublime, a cura di Stephen Halliwell, con un saggio di Massimo Fusillo, traduzione di Laura Lulli, 2021.
- L'Anticristo, antologia a cura di Gian Luca Potestà e Marco Rizzi, 2005-2019.
  - Vol. I: Il nemico dei tempi finali. Testi dal II al IV secolo, 2005.
  - Vol. II: Il figlio della perdizione. Testi dal IV al XII secolo, 2012.
  - Vol. III: La scienza della fine. Testi dal XIII al XV secolo, 2019.
- L'Apocalisse di Giovanni, a cura di Edmondo Lupieri, 1999.
- Apollodoro, I miti greci (Biblioteca), a cura di Paolo Scarpi, traduzione di Maria Grazia Ciani, 1996.
- Apuleio, Metamorfosi, a cura di Alessandro Barchiesi e Luca Graverini, testo critico di Lara Nicolini, traduzione di Luca Graverini, 2019-in corso.
  - Vol. I: libri I-III, a cura di Luca Graverini e Lara Nicolini, 2019.
  - Vol. II: libri IV-VI, a cura di Lara Nicolini, Caterina Lazzarini e Nicolò Campodonico, 2023.
  - Vol. III: libri VII-IX, a cura di Silvia Mattiacci e Gabriella Moretti (in preparazione).
  - Vol. IV: libri X-XI, a cura di Alessandro Barchiesi (in preparazione).
- Arcana Mundi, antologia a cura di Georg Luck, 1997-1999.
  - Vol. I: Magia, miracoli, demonologia, 1997.
  - Vol. II: Divinazione, astrologia, alchimia, 1999.
- Aristofane, Le rane, a cura di Dario Del Corno, 1985.
- Aristofane, Gli uccelli, a cura di Giuseppe Zanetto, introduzione e traduzione di Dario Del Corno, 1987.
- Aristofane, Le donne all'assemblea, a cura di Massimo Vetta, traduzione di Dario Del Corno, 1989.
- Aristofane, Le nuvole, a cura di Giulio Guidorizzi, introduzione e traduzione di Dario Del Corno, 1996.
- Aristofane, Le donne alle Tesmoforie, a cura di Carlo Prato, traduzione di Dario Del Corno, 2001.
- Aristofane, Lisistrata, a cura di Franca Perusino, traduzione di Simone Beta, 2020.
- Aristotele, Dell'arte poetica, a cura di Carlo Gallavotti, 1974.
- Aristotele, Politica, introduzioni di Luciano Canfora e Richard Kraut, traduzione di Roberto Radice e Tristano Gargiulo, 2014-2015.
  - Vol. I: libri I-IV, commento di Trevor J. Saunders e Richard Robinson, 2014.
  - Vol. II: libri V-VIII, commento di David Keyt e Richard Kraut, 2015.
- Aristotele, Costituzione degli Ateniesi, introduzione e commento di Peter J. Rhodes, traduzione di Andrea Zambrini, Tristano Gargiulo e Peter J. Rhodes, 2016.
- Arriano, Anabasi di Alessandro, a cura di Francesco Sisti e Andrea Zambrini, 2001-2004.
  - Vol. I: libri I-III, a cura di Francesco Sisti, 2001.
  - Vol. II: libri IV-VII, a cura di Francesco Sisti e Andrea Zambrini, 2004.
- Atti e passioni dei martiri, a cura di A.A.R. Bastiaensen, A. Hilhorst, G.A.A. Kortekaas, A.P. Orbán e M.M. van Assendelft, traduzione di Gioachino Chiarini, Giuliana Lanata e Silvia Ronchey, 1987.
- Basilio di Cesarea, Sulla Genesi (Omelie sull'Esamerone), a cura di Mario Naldini, 1990.
- Beda, Storia degli inglesi, a cura di Michael Lapidge, traduzione di Paolo Chiesa, 2008-2010.
  - Vol. I: libri I-II, 2008.
  - Vol. II: libri III-V, 2010.
- Boezio, Consolazione della filosofia, a cura di Peter Dronke, traduzione di Michela Pereira e Piero Boitani, 2023.
- Bonvesin de la Riva, Le meraviglie di Milano, a cura di Paolo Chiesa, 2009.
- La caduta di Costantinopoli, a cura di Agostino Pertusi, 1976.
  - Vol. I: Le testimonianze dei contemporanei, 1976.
  - Vol. II: L'eco nel mondo, 1976.
- Catullo, Le poesie, a cura di Francesco Della Corte, 1977.
- Il Cristo. Testi teologici e spirituali, a cura di Claudio Leonardi, Antonio Orbe e Manlio Simonetti, 1985-1992.
  - Vol. I: Testi teologici e spirituali dal I al IV secolo, a cura di Antonio Orbe e Manlio Simonetti 1985.
  - Vol. II: Testi teologici e spirituali in lingua greca dal IV al VII secolo, a cura di Manlio Simonetti, 1986.
  - Vol. III: Testi teologici e spirituali in lingua latina da Agostino ad Anselmo di Canterbury, a cura di Claudio Leonardi, 1989.
  - Vol. IV: Testi teologici e spirituali in lingua latina da Abelardo a San Bernardo, a cura di Claudio Leonardi, 1991.
  - Vol. V: Testi teologici e spirituali da Riccardo di San Vittore a Caterina da Siena, a cura di Claudio Leonardi, 1992.
- Quinto Curzio Rufo, Storie di Alessandro Magno, a cura di John E. Atkinson e Tristano Gargiulo, 1998-2000.
  - Vol. I: libri III-V, 1998.
  - Vol. II: libri VI-X, 2000.
- Camilla Battista da Varano, La purità del cuore e altri scritti, a cura di Silvia Serventi, prefazione di Pietro Messa, 2024.
- Democrazia, a cura di Donato Loscalzo, 2022-in corso
  - Vol. I: La nascita, il consolidamento, i consensi, 2022.
  - Vol. II: La crisi e le reazioni (in preparazione).
- Detti islamici di Gesù, a cura di Sabino Chialà, traduzione di Ignazio De Francesco, 2009.
- Eliodoro, Etiopiche, a cura di Silvia Montiglio, 2023-2024.
  - Vol. I: libri I-IV, 2023.
  - Vol. II: libri V-X, 2024.
- Empedocle, Poema fisico e lustrale, a cura di Carlo Gallavotti, 1975.
- Eraclito, I frammenti e le testimonianze, a cura di Carlo Diano e Giuseppe Serra, 1980.
- Erodoto, Le storie, 1977-2017.
  - Vol. I: libro I, La Lidia e la Persia, a cura di David Asheri, 1988.
  - Vol. II: libro II, L'Egitto, a cura di Alan B. Lloyd, traduzione di Augusto Fraschetti, 1999.
  - Vol. III: libro III, La Persia, a cura di David Asheri e Silvio M. Medaglia, traduzione di Augusto Fraschetti, 2000.
  - Vol. IV: libro IV, La Scizia e la Libia, a cura di Aldo Corcella e Silvio M. Medaglia, traduzione di Augusto Fraschetti, 1993.
  - Vol. V: libro V, La rivolta della Ionia, a cura di Giuseppe Nenci, 1994.
  - Vol. VI: libro VI, La battaglia di Maratona, a cura di Giuseppe Nenci, 1998.
  - Vol. VII: libro VII, Serse e Leonida, a cura di Pietro Vannicelli e Aldo Corcella, traduzione di Giuseppe Nenci, 2017.
  - Vol. VIII: libro VIII, La vittoria di Temistocle, a cura di David Asheri e Aldo Corcella, traduzione di Augusto Fraschetti, 2003.[1]
  - Vol. IX: libro IX, La battaglia di Platea, a cura di David Asheri e Aldo Corcella, traduzione di Augusto Fraschetti, 2006.[2]
- Esiodo, Teogonia, a cura di Gabriella Ricciardelli, 2018.
- Euripide, Baccanti, a cura di Giulio Guidorizzi, 2020.
- Euripide, Elena, a cura di Barbara Castiglioni, 2021.
- Euripide, Elettra, a cura di Guido Avezzù, 2025.
- Flavio Giuseppe, La guerra giudaica, a cura di Giovanni Vitucci, 1978.
  - Vol. I: libri I-III, 1978.
  - Vol. II: libri IV-VII, 1978.
- Giuliano imperatore, Alla madre degli dei e altri discorsi, a cura di Jacques Fontaine, Carlo Prato e Arnaldo Marcone, 1987.
- Gregorio Magno, Storie di santi e di diavoli (Dialoghi), a cura di Salvatore Pricoco e Manlio Simonetti, 2005-2006.
  - Vol. I: libri I-II, 2005.
  - Vol. II: libri III-IV, 2006.
- Gregorio di Nissa, La vita di Mosè, a cura di Manlio Simonetti, 1984.
- Gregorio di Tours, La storia dei Franchi, a cura di Massimo Oldoni, 1981.
- Guglielmo di Rubruck, Viaggio in Mongolia (Itinerarium), a cura di Paolo Chiesa, 2011.
- Inni omerici, a cura di Filippo Càssola, 1975.
- Inni orfici, a cura di Gabriella Ricciardelli, 2000.
- La leggenda di Roma, a cura di Andrea Carandini, traduzioni di Lorenzo Argentieri, 2006-2014.
  - Vol. I: Dalla nascita dei gemelli alla fondazione della città, 2006.
  - Vol. II: Dal ratto delle donne al regno di Romolo e Tito Tazio, 2010.
  - Vol. III: La costituzione, 2011.
  - Vol. IV: Dalla morte di Tito Tazio alla fine di Romolo, 2014.
- La letteratura francescana, a cura di Claudio Leonardi e Francesco Santi, commento di Daniele Solvi, 2004-in corso.
  - Vol. I: Francesco e Chiara d'Assisi, 2004.
  - Vol. II: Le vite antiche di San Francesco, 2005.
  - Vol. III: Bonaventura: la perfezione cristiana, 2012.
  - Vol. IV: Bonaventura: la leggenda di Francesco, 2013.
  - Vol. V: Mistica, 2016.
  - Vol. VI: Gli spirituali (in preparazione).
- Liutprando, Antapodosis, a cura di Paolo Chiesa, con una introduzione di Girolamo Arnaldi, 2015.
- Il manicheismo, 2003-in corso.
  - Vol. I: Mani e il manicheismo, a cura di Gherardo Gnoli con la collaborazione di Carlo G. Cereti, Enrico Morano, Antonello Palumbo, Elio Provasi, Aloïs van Tongerloo, Peter Zieme, 2003.
  - Vol. II: Il mito e la dottrina. I testi manichei copti e la polemica antimanichea, a cura di Gherardo Gnoli con la collaborazione di Carlo G. Cereti, Riccardo Contini, Serena Demaria, Sergio Pernigotti, Andrea Piras, Alberto Ventura, 2006
  - Vol. III: Il mito e la dottrina. Testi manichei dell'Asia centrale e della Cina, a cura di Gherardo Gnoli con la collaborazione di Carlo G. Cereti, Enrico Morano, Antonello Palumbo, Elio Provasi, Aloïs van Tongerloo, Peter Zieme, 2008.
  - Vol. IV: I riti, la poesia e la chiesa (in preparazione).
- Marco Manilio, Il poema degli astri (Astronomica), a cura di Simonetta Feraboli, Enrico Flores e Riccardo Scarcia, 1996-2001.
  - Vol. I: libri I-II, 1996.
  - Vol. II: libri III-IV, 2001.
- Martiri di Roma, vol. I, a cura di Michael Lapidge, 2024 (previsti 3 volumi).
- Massimiano, Elegie, a cura di Emanuele Riccardo D'Amanti, 2020.
- Niceta Coniata, Grandezza e catastrofe di Bisanzio (Narrazione cronologica), 1994-2017.
  - Vol. I: libri I-VIII, a cura di Alexander P. Kazhdan e Riccardo Maisano, 1994; nuova edizione, a cura di Jan-Louis van Dieten e Anna Pontani, con introduzione di Guglielmo Cavallo, 2017.
  - Vol. II: libri IX-XIV, a cura di Jan-Louis van Dieten e Anna Pontani, 1999.
  - Vol. III: libri XV-XIX, a cura di Jan-Louis van Dieten, Anna Pontani e Filippomaria Pontani, 2014.
- Omero, Odissea, traduzione di Giuseppe Aurelio Privitera, 1981-1986.
  - Vol. I: libri I-IV, a cura di Alfred Heubeck e Stephanie West, 1981.
  - Vol. II: libri V-VIII, a cura di John Bryan Hainsworth, 1982.
  - Vol. III: libri IX-XII, a cura di Alfred Heubeck, 1983.
  - Vol. IV: libri XIII-XVI, a cura di Arie Hoekstra, 1984.
  - Vol. V: libri XVII-XX, a cura di Joseph Russo, 1985.
  - Vol. VI: libri XXI-XXIV, a cura di Manuel Fernández-Galiano, Alfred Heubeck e Joseph Russo, 1986.
- Oracoli caldaici, a cura di Luciano Albanese, trad. di L. Albanese e Claudio Tartaglini, 2025.
- Orazio, Odi, 2024-in corso.
  - Vol. I: libri I-II, a cura di Emilio Pianezzola e Gianluigi Baldo, testo critico di Lorenzo Nosarti, commento di G. Baldo e Antonella Duso, 2024.
  - Vol. II: libri III-IV (in preparazione).
- Origene, Omelie sul Cantico dei cantici, a cura di Manlio Simonetti, 1998.
- Paolo Orosio, Le storie contro i pagani, a cura di Adolf Lippold, 1976.
  - Vol. I: libri I-IV, 1976.
  - Vol. II: libri V-VII, 1976.
- Ovidio, L'arte di amare, a cura di Emilio Pianezzola, traduzione di E. Pianezzola, Gianluigi Baldo e Lucio Cristante, 1991.
- Ovidio, Metamorfosi, traduzione di Ludovica Koch (libri I-IV) e Gioachino Chiarini (libri V-XV), 2005-2015.
  - Vol. I: libri I-II, commento di Alessandro Barchiesi, con un saggio introduttivo di Charles Segal, 2005.
  - Vol. II: libri III-IV, commento di Alessandro Barchiesi e Gianpiero Rosati, 2007.
  - Vol. III: libri V-VI, commento di Gianpiero Rosati, 2009.
  - Vol. IV: libri VII-IX, commento di Edward J. Kenney, 2011.
  - Vol. V: libri X-XII, commento di Joseph D. Reed, 2013.
  - Vol. VI: libri XIII-XV, commento di Philip Hardie, indici di Caterina Lazzarini, 2015.
- Ovidio, Rimedi contro l'amore, a cura di Victoria Rimell, traduzione di Guido Paduano, 2022.
- Palladio, La storia lausiaca, a cura di G.J.M. Bartelink, introduzione di Christine Mohrmann, traduzione di Marino Barchiesi, 1974.
- Paolo Diacono, Storia dei Longobardi, a cura di Lidia Capo, 1992.
- Le parole dimenticate di Gesù, antologia a cura di Mauro Pesce, 2004.
- Pausania, Guida della Grecia, 1982-2017.
  - Vol. I: L'Attica, a cura di Domenico Musti e Luigi Beschi, 1982.
  - Vol. II: La Corinzia e l'Argolide, a cura di Domenico Musti e Mario Torelli, 1986.
  - Vol. III: La Laconia, a cura di Domenico Musti e Mario Torelli, 1991.
  - Vol. IV: La Messenia, a cura di Domenico Musti e Mario Torelli, 1991.
  - Vol. V: L'Elide e Olimpia, a cura di Gianfranco Maddoli e Vincenzo Saladino, 1995.
  - Vol. VI: L'Elide e Olimpia, a cura di Gianfranco Maddoli, Massimo Nafissi e Vincenzo Saladino, 1999.
  - Vol. VII: L'Acaia, a cura di Mauro Moggi e Massimo Osanna, 2000.
  - Vol. VIII: L'Arcadia, a cura di Mauro Moggi e Massimo Osanna, 2003.
  - Vol. IX: La Beozia, a cura di Mauro Moggi e Massimo Osanna, 2010.
  - Vol. X: Delfi e la Focide, a cura di Umberto Bultrighini e Mario Torelli, 2017.
- Pindaro, Le Istmiche, a cura di Giuseppe Aurelio Privitera, 1982.
- Pindaro, Le Pitiche, a cura di Bruno Gentili, con il commento di Bruno Gentili, Paola Angeli Bernardini, Ettore Cingano e Pietro Giannini, 1995.
- Pindaro, Le Olimpiche, a cura di Bruno Gentili, con il commento di Carmine Catenacci, Pietro Giannini e Liana Lomiento, 2013.
- Pindaro, Le Nemee, a cura di Maria Cannatà Fera, 2020.
- Platone, Fedro, a cura di Giovanni Reale, 1998.
- Platone, Simposio, a cura di Giovanni Reale, 2001.
- Platone, Lettere, a cura di Margherita Isnardi Parente, traduzione di Maria Grazia Ciani, 2002.
- Platone, Timeo, a cura di Federico M. Petrucci, introduzione di Franco Ferrari, 2022.
- Plutarco, La vita di Solone, a cura di Mario Manfredini e Luigi Piccirilli, 1977.
- Plutarco, Le vite di Licurgo e di Numa, a cura di Mario Manfredini e Luigi Piccirilli, 1980.
- Plutarco, Le vite di Temistocle e di Camillo, a cura di Carlo Carena, Mario Manfredini e Luigi Piccirilli, 1983.
- Plutarco, Le vite di Arato e di Artaserse, a cura di Mario Manfredini e Domenica Paola Orsi, 1987.
- Plutarco, Le vite di Teseo e di Romolo, a cura di Carmine Ampolo e Mario Manfredini, 1988.
- Plutarco, Le vite di Cimone e di Lucullo, a cura di Carlo Carena, Mario Manfredini e Luigi Piccirilli, 1990.
- Plutarco, Le vite di Nicia e di Crasso, a cura di Maria Gabriella Angeli Bertinelli, Carlo Carena, Mario Manfredini e Luigi Piccirilli, 1993.
- Plutarco, Le vite di Demetrio e di Antonio, a cura di Luigi Santi Amantini, Carlo Carena e Mario Manfredini, 1995.
- Plutarco, Le vite di Lisandro e di Silla, a cura di Maria Gabriella Angeli Bertinelli, Mario Manfredini, Luigi Piccirilli e Giuliano Pisani, 1997.
- La preghiera dei Cristiani, a cura di Salvatore Pricoco e Manlio Simonetti, 2000.
- Presocratici, a cura di M. Laura Gemelli Marciano, 2023-in corso
  - Vol. I: Sentieri di sapienza attraverso la Ionia e oltre. Da Talete a Eraclito, 2023.
  - Vol. II; Sentieri di sapienza da Velia ad Agrigento. Da Parmenide a Empedocle, 2024.
  - Vol. III: Sentieri di sapienza dalla Ionia ad Atene. Da Anassagora agli atomisti (in preparazione).
- Properzio, Elegie, a cura di Paolo Fedeli, 2021-2022.
  - Vol. I: libri I-II, 2021.
  - Vol. II: libri III-IV, 2022.
- Michele Psello, Imperatori di Bisanzio (Cronografia), a cura di Ugo Criscuolo, Dario Del Corno, Salvatore Impellizzeri e Silvia Ronchey, 1984.
  - Vol. I: libri I-VI 75, 1984.
  - Vol. II: libri VI 76-VII, 1984.
- Pseudo-Senofonte, Costituzione degli Ateniesi, introduzione, traduzione e commento a cura di Giuseppe Serra, con un saggio introduttivo di Luciano Canfora, 2018.
- La regola di San Benedetto e le regole dei Padri, a cura di Salvatore Pricoco, 1995.
- Le religioni dei misteri, a cura di Paolo Scarpi con la collaborazione di Benedetta Rossignoli, 2002.
  - Vol. I: Eleusi, dionisisimo, orfismo, 2002.
  - Vol. II: Samotracia, Andania, Iside, Cibele e Attis, mitraismo, 2002.
- La rivelazione segreta di Ermete Trismegisto, a cura di Paolo Scarpi, 2009-2011.
  - Vol. I, 2009
  - Vol. II, 2011.
- Rodolfo il Glabro, Cronache dell'anno Mille (Storie), a cura di Guglielmo Cavallo e Giovanni Orlandi, 1989.
- Rolandino, Vita e morte di Ezzelino III da Romano (Cronaca), a cura di Flavio Fiorese, 2004.
- Richard Rolle, Canto d'amore, a cura di Domenico Pezzini, 2025.
- Il Romanzo di Alessandro, a cura di Richard Stoneman e Tristano Gargiulo, 2007-in corso.
  - Vol. I, 2007.
  - Vol. II, 2012.
  - Vol. III (in preparazione).
- Giovanni Scoto, Omelia sul Prologo di Giovanni, a cura di Marta Cristiani, 1987.
- Giovanni Scoto, Sulle nature dell'universo (Periphyseon), a cura di Peter Dronke, traduzione di Michela Pereira, 2012-2017.
  - Vol. I, libro I, 2012.
  - Vol. II, libro II, 2013.
  - Vol. III, libro III, 2014.
  - Vol. IV, libro IV, 2016.
  - Vol. V, libro V, 2017.
- Seguendo Gesù. Testi cristiani delle origini, a cura di Emanuela Prinzivalli e Manlio Simonetti, 2010-2015.
  - Vol. I, 2010.
  - Vol. II, 2015.
- Seneca, Ricerche sulla natura, a cura di Piergiorgio Parroni, 2002.
- Sofocle, Filottete, a cura di Guido Avezzù e Pietro Pucci, traduzione di Giovanni Cerri, 2003.
- Sofocle, Edipo a Colono, a cura di Guido Avezzù e Giulio Guidorizzi, traduzione di Giovanni Cerri, 2008.
- Sofocle, Elettra, a cura di Francis Dunn e Liana Lomiento, traduzione di Bruno Gentili, 2019.
- Testi gnostici in lingua greca e latina, a cura di Manlio Simonetti, 1993.
- Tibullo, Le elegie, a cura di Francesco Della Corte, 1980.
- Claudio Tolomeo, Le previsioni astrologiche (Tetrabiblos), a cura di Simonetta Feraboli, 1985.
- Trattati d'amore cristiani del XII secolo, a cura di Francesco Zambon, 2007-2008.
  - Vol. I, 2007.
  - Vol. II, 2008.
- Lorenzo Valla, L'arte della grammatica, a cura di Paola Casciano, 1990.
- Il viaggio dell'anima, a cura di Manlio Simonetti, Giuseppe Bonfrate e Piero Boitani, 2007.
- Virgilio, Eneide, a cura di Ettore Paratore, traduzione di Luca Canali, 1978-1983.
  - Vol. I: libri I-II, 1978.
  - Vol. II: libri III-IV, 1978.
  - Vol. III: libri V-VI, 1979.
  - Vol. IV: libri VII-VIII, 1981.
  - Vol. V: libri IX-X, 1982.
  - Vol. VI: libri XI-XII, 1983.
- Vita di Antonio (testi di Atanasio di Alessandria e altri), a cura di G.J.M. Bartelink, introduzione di Christine Mohrmann, traduzione di Pietro Citati e Salvatore Lilla, 1974.
- Vita di Cipriano, vita di Ambrogio, vita di Agostino (Ponzio di Cartagine, Paolino di Milano, Possidio di Calama), a cura di A.A.R. Bastiaensen, introduzione di Christine Mohrmann, traduzione di Luca Canali e Carlo Carena, 1975.
- Vita di Martino, vita di Ilarione, in memoria di Paola (Sulpicio Severo, Girolamo), a cura di A.A.R. Bastiaensen e Jan W. Smit, introduzione di Christine Mohrmann, traduzione di Luca Canali e Claudio Moreschini, 1975.